# Robert P. Hill

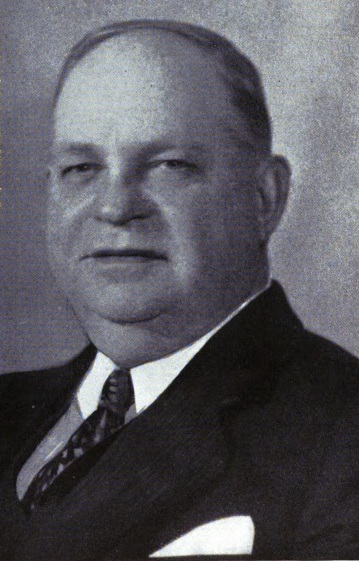
Robert P. Hill

Robert Potter Hill (* 18. April 1874 bei Ewing, Franklin County, Illinois; † 29. Oktober 1937 in Oklahoma City, Oklahoma) war ein US-amerikanischer Politiker. Zwischen 1913 und 1915 vertrat er den 25. Wahlbezirk des Bundesstaates Illinois im US-Repräsentantenhaus; von Januar bis Oktober 1937 war er dort Abgeordneter für den fünften Distrikt von Oklahoma.

## Werdegang
Robert Hill besuchte die öffentlichen Schulen seiner Heimat und dann bis 1889 das Ewing College. Danach arbeitete er zwischen 1891 und 1893 als Lehrer im Franklin County. In der Folge setzte er seine eigene Ausbildung bis 1896 am Ewing College fort. 1896 zog er nach Marion im Williamson County. Dort wurde er 1899 Friedensrichter. Nach einem Jurastudium und seiner 1902 erfolgten Zulassung als Rechtsanwalt begann er in Marion in seinem neuen Beruf zu praktizieren. 1903 arbeitete er dort für die Polizeiverwaltung und von 1908 bis 1910 war er Anwalt der Stadt Marion.
Politisch wurde er Mitglied der Demokratischen Partei. Von 1910 bis 1912 war er Abgeordneter im Repräsentantenhaus von Illinois. 1912 wurde Hill in das US-Repräsentantenhaus in Washington, D.C. gewählt, wo er am 4. März 1913 Napoleon B. Thistlewood ablöste. Da er in den Wahlen des Jahres 1914 gegen Edward E. Denison verloren, konnte Hill bis zum 3. März 1915 nur eine Legislaturperiode im Kongress absolvieren.
Nach dem vorläufigen Ende seiner Zeit im Kongress arbeitete Hill wieder als Rechtsanwalt. 1918 zog er nach Oklahoma City, wo er ebenfalls in seinem Beruf praktizierte. Zwischen 1925 und 1929 war er stellvertretender Bezirksstaatsanwalt im Oklahoma County; von 1931 bis 1936 fungierte er als Bezirksrichter im 13. Gerichtsbezirk von Oklahoma. Bei den Kongresswahlen des Jahres 1936 wurde er  erneut in das US-Repräsentantenhaus gewählt, wo er am 3. Januar 1937 die Nachfolge von Joshua B. Lee antrat. Hill konnte seine zweijährige Amtszeit aber nicht beenden, da er im Oktober 1937 starb. Sein Sitz fiel an Gomer Griffith Smith.